# Turnix
Turnix és un dels gèneres de la família dels turnícids (Turnicidae), habitant d'Àfrica subsahariana, Àsia meridional i sud-est asiàtic fins a Austràlia i algunes illes de Melanèsia. També a una petita zona de la península Ibèrica i l'Àfrica septentrional.

## Taxonomia
Segons la classificació del Congrés Ornitològic Internacional (versió 2.6, 2010) aquest gènere està format per 16 espècies:
- guatlla petita (Turnix velox).[3]
- guatlla pintada andalusa (Turnix sylvaticus).[4]
- guatlla pintada batallaire (Turnix suscitator).
- guatlla pintada camagroga (Turnix tanki).
- guatlla pintada capnegra (Turnix ocellatus).
- guatlla pintada de Madagascar (Turnix nigricollis).
- guatlla pintada de Robinson (Turnix olivii).
- guatlla pintada de Sumba (Turnix everetti).
- guatlla pintada de Worcester (Turnix worcesteri).
- guatlla pintada dorsi-roja (Turnix maculosus).
- guatlla pintada dorsicastanya (Turnix castanotus).
- guatlla pintada hotentot (Turnix hottentottus).
- guatlla pintada nana (Turnix nanus).
- guatlla pintada pit-roja (Turnix pyrrhothorax).
- guatlla pintada pitnegra (Turnix melanogaster).
- guatlla pintada ullroja (Turnix varius).